# چارلی کرو
چارلی کرو (انگلیسی: Charlie Crowe; ۳۰ اکتبر ۱۹۲۴ – ۲۷ فوریهٔ ۲۰۱۰) بازیکن فوتبال اهل بریتانیا بود.
از باشگاه‌هایی که در آن بازی کرده‌است می‌توان به باشگاه فوتبال نیوکاسل یونایتد و باشگاه فوتبال منزفیلد تاون اشاره کرد.